# Zagórze (powiat skierniewicki)
Zagórze (do 1921 Trofimów) – wieś w Polsce położona w województwie łódzkim, w powiecie skierniewickim, w gminie Słupia.

## Historia
W latach 1975–1998 miejscowość należała administracyjnie do województwa skierniewickiego.